# Pseudagrion caffrum
Pseudagrion caffrum är en trollsländeart som först beskrevs av Hermann Burmeister 1839.  Pseudagrion caffrum ingår i släktet Pseudagrion och familjen dammflicksländor. IUCN kategoriserar arten globalt som livskraftig. Inga underarter finns listade i Catalogue of Life.